# Rob Pardo
Rob Pardo (nacido el 9 de junio de 1970) es un diseñador de videojuegos estadounidense y fue el director creativo de la empresa Blizzard Entertainment. Antes, fue el vicepresidente ejecutivo de diseño en Blizzard Entertainment y en el pasado ocupó el puesto de líder de diseño del videojuego World of Warcraft. En 2006, fue nombrado por la revista Time como una de las 100 personas más influyentes del mundo.
Pardo hizo una aparición como caricatura en el episodio Make Love, Not Warcraft de la serie animada South Park, cuyo tema principal es el videojuego World of Warcraft.

## Videojuegos
Rob Pardo ha trabajado en los siguientes videojuegos:

### Líder de diseño
- StarCraft: Brood War
- Warcraft III: Reign of Chaos
- Warcraft III: The Frozen Throne
- World of Warcraft
- World of Warcraft: The Burning Crusade
- World of Warcraft: Wrath of the lich king
- World of Warcraft: Cataclysm
- World of Warcraft: Mists of Pandaria

### Diseñador
- StarCraft
- Warcraft II: Battle.net Edition
- Diablo II

### Productor
- Whiplash
- Tempest X3
- Mortal Kombat Trilogy